# Desktop

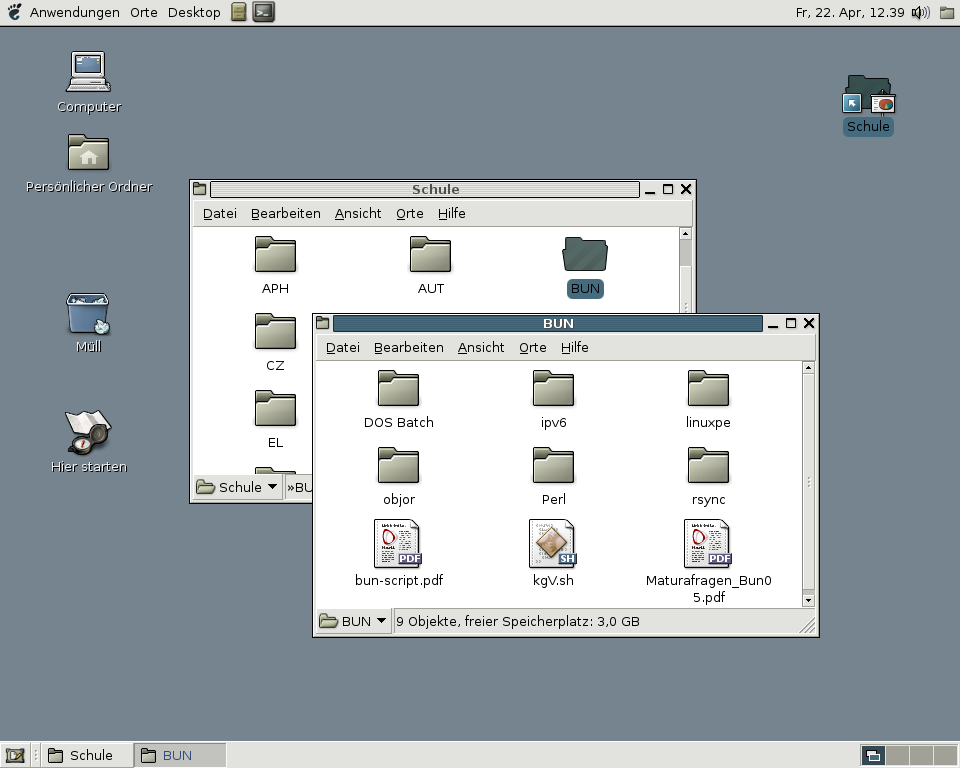
Voorbeeld van een desktop met twee geopende vensters, pictogrammen en onderaan een taakbalk.

De term desktop (Engels voor 'bureaublad') wordt in een grafische gebruikersomgeving (GUI) overdrachtelijk gebruikt om de achtergrond van het computerscherm aan te duiden; het scherm waarop alle applicaties worden getoond. Op de desktop kunnen pictogrammen (ook wel bekend als iconen) getoond worden voor veelgebruikte toepassingen, mappen en documenten.

## Desktopcomputer
Ook wordt desktop gebruikt als een afkorting van desktopcomputer. Oorspronkelijk was "computer" synoniem met een reusachtige machine die een kamer vulde. Toen het mogelijk werd om een kleinere computer te maken, een computer zo uitzonderlijk klein dat het mogelijk was om deze op een bureau te zetten vond de term "desktopcomputer" ingang. Tegenwoordig wordt dit afgekort tot desktop.

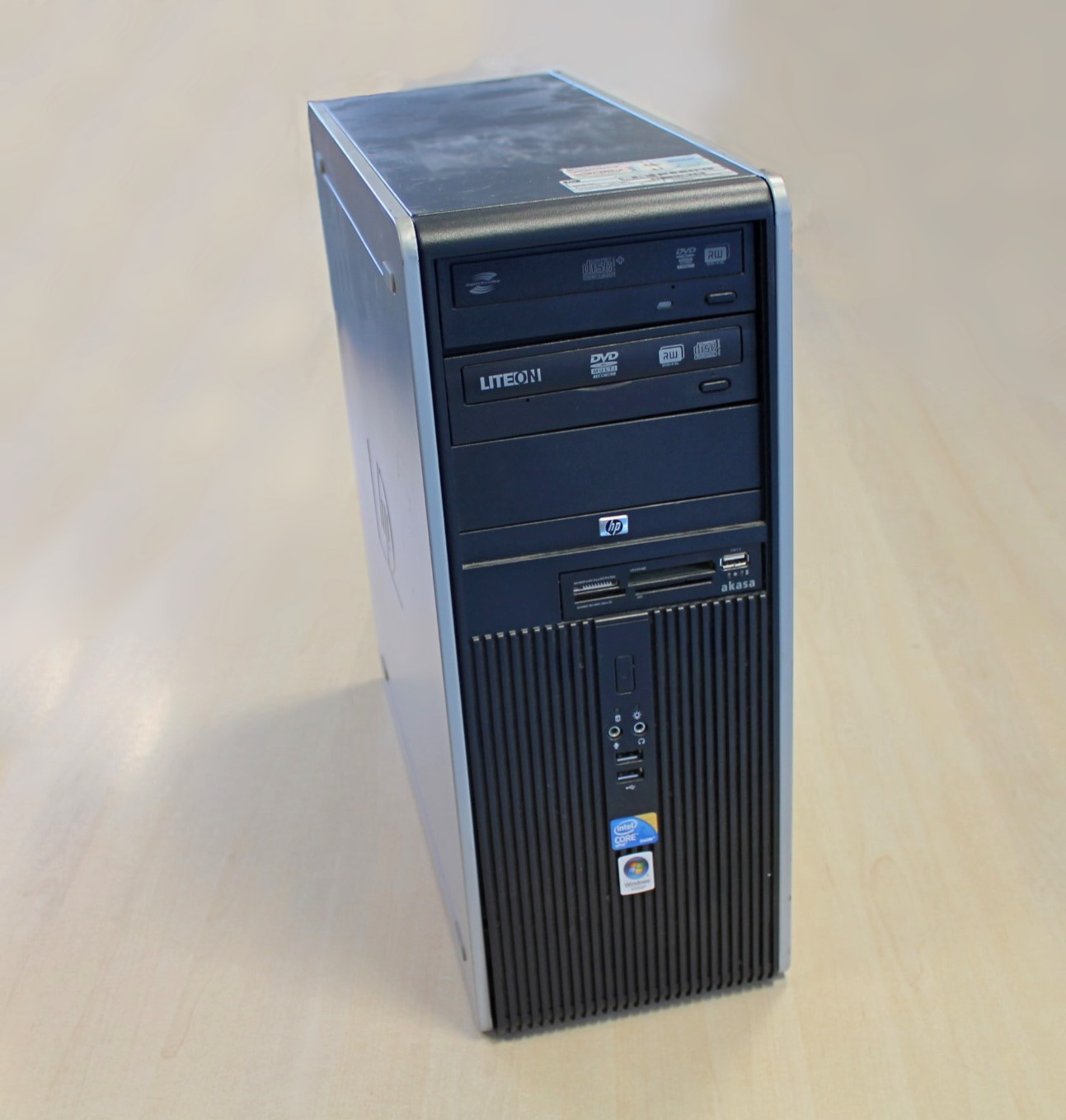
Een staande desktop.
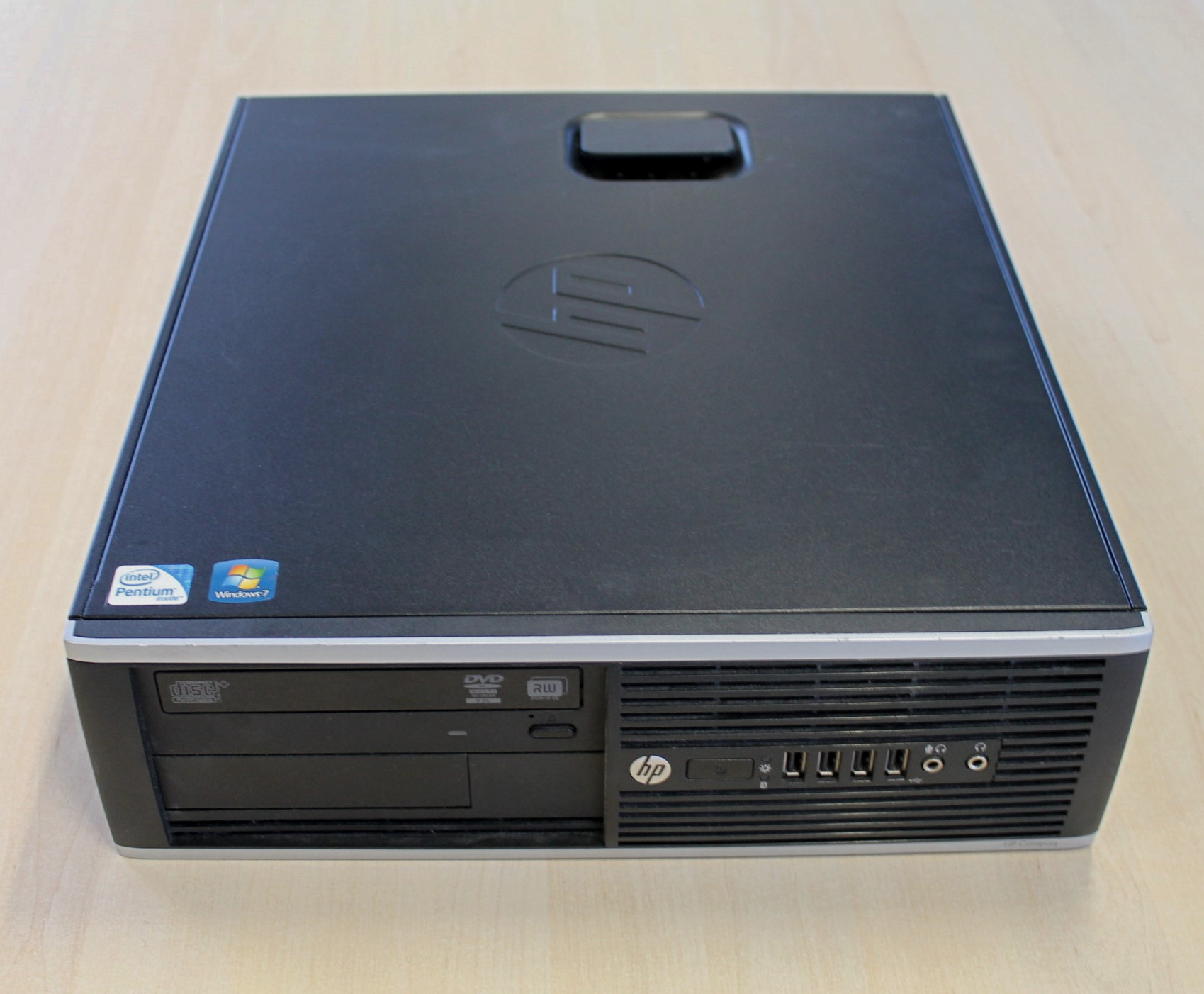
Een liggende desktop.
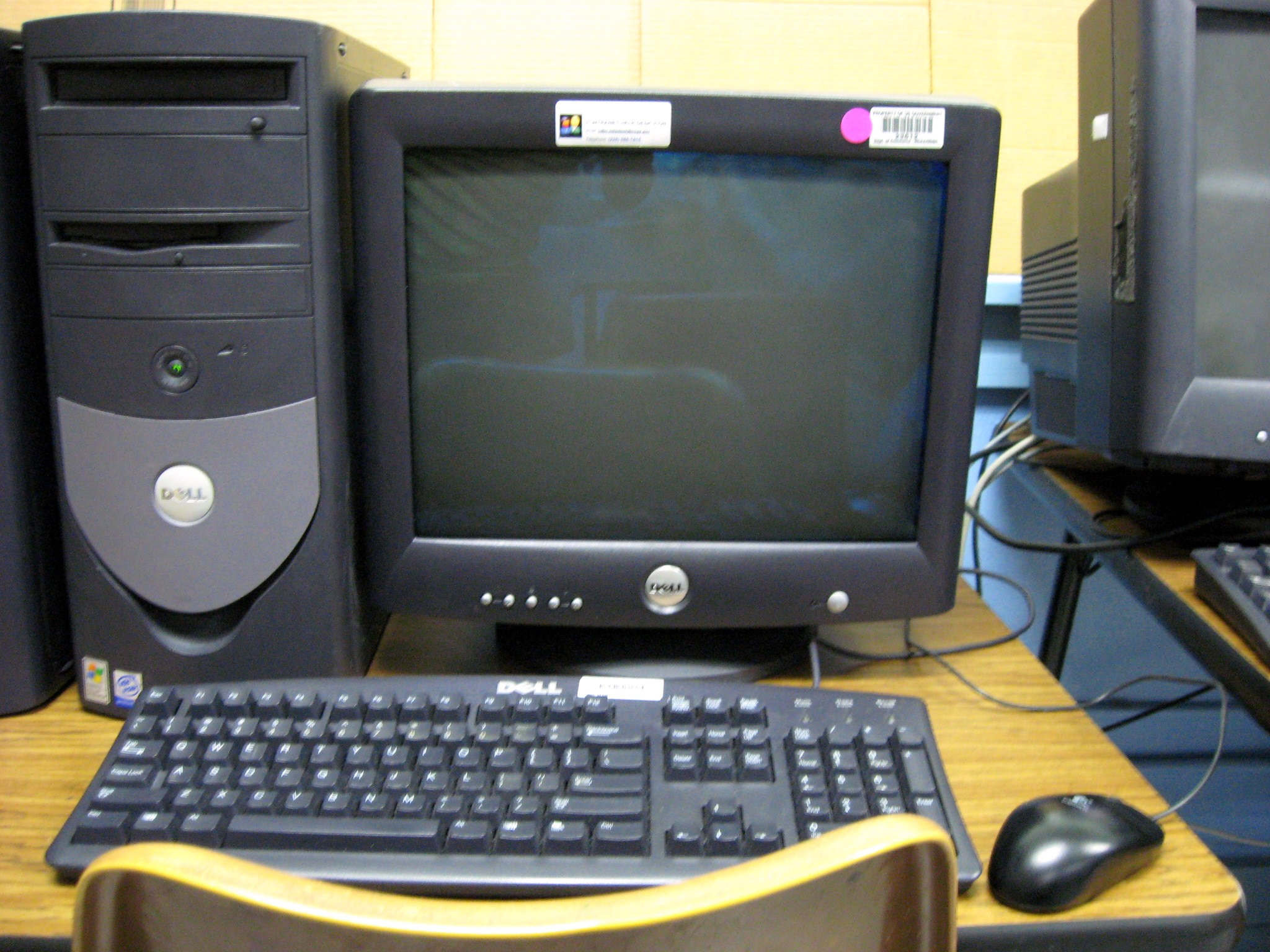
Een desktopcomputer samen met beeldscherm, toetsenbord en muis.